# Susanne Schuster
Pour les articles homonymes, voir Schuster.
Susanne Schuster, née le 9 mai 1963 à Bietigheim-Bissingen, est une nageuse allemande ayant représenté la République fédérale allemande.

## Palmarès

### Jeux olympiques
- Los Angeles 1984
  -  Médaille de bronze en 4 × 100 m nage libre[1]

### Championnats d'Europe
- Championnats d'Europe 1981
  -  Médaille d'argent en 4 × 100 m nage libre.
- Championnats d'Europe 1983
  -  Médaille de bronze en 4 × 100 m nage libre.
- Championnats d'Europe 1985
  -  Médaille d'argent en 4 × 100 m nage libre.
- Championnats d'Europe 1987
  -  Médaille de bronze en 4 × 100 m 4 nages.